# Irvington (Nova Iorque)
Irvington, às vezes conhecido como Irvington-on-Hudson, é uma aldeia (village) do subúrbio da cidade de Greenburgh no Condado de Westchester do estado de Nova Iorque nos Estados Unidos. Está localizado na margem oriental do rio Hudson, 20 milhas (32 km) a norte do centro de Manhattan, e possui uma estação na linha Metro-North Hudson. Ao norte de Irvington está a aldeia de Tarrytown, a sul está a aldeia de Dobbs Ferry, e ao leste estão locais não constituídos de Greenburgh, incluindo East Irvington. Irvington inclui dentro de seus limites a comunidade de Ardsley-on-Hudson, que tem seu próprio código postal e estação do Metro-North, mas que não deve ser confundida com a vizinha aldeia de Ardsley.
A população de Irvington no censo de 2010 foi de 6 420. Em 2010, a Westchester Magazine (revista) classificou Irvington como "o melhor lugar para viver em Westchester".

## Demografia

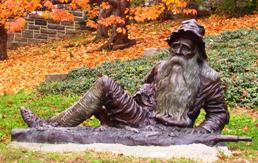
Estátua de Rip Van Winkle.

Segundo o censo de 2000, havia 6 631 pessoas, 2 518 casas, e 1 812 famílias que residem na aldeia. A densidade populacional foi 2 377,7 habitantes por milha quadrada (1 436,9/km²). Havia 4 688 unidades habitacionais em uma densidade média de 1 574,5 por milha quadrada (917.4/km²). A composição racial da aldeia foi de 88,66% brancos, 1,45% afro-americanos, 0,11% nativos americanos, 6,95 % asiáticos, 1,16% de outras etnias, e 1,67% com duas ou mais etnias. Hispânicos ou latinos eram 3,79% da população. 18,1% eram descendentes de italianos, 17,3% de irlandeses, 7,3% de alemães, e 5,9% de russos. 88% falam a língua inglesa, 4,2% a língua japonesa, 3,6% espanhol, 1,8% italiano e 1% alemão como sendo o idioma materno.
Dos 2 518 domicílios, 37,7% tinham crianças menores de 18 anos que vivem com eles, 62,2% eram casados ou vivem juntos, 7,6% possuiam uma proprietária do sexo feminino ou sem a presença do marido, e 28% não eram famílias. 24,3% das casas possuía um único morador, e 9,5% possuía alguém vivendo sozinho com mais 65 anos de idade. Cada casa constituía em média 2,60 habitantes e cada família possuía 3,13 membros.
Na vila a população era de 28,2% com menos de 18 anos de idade, 3,9% de 18 a 24 anos, 28,1% de 25 a 44 anos, 26,3% de 45 a 64 anos, e 13,6% que tinham 65 anos de idade ou mais. A idade média foi de 40 anos. Para cada 100 mulheres havia 93,7 homens.
A renda mediana por residência na aldeia era 96 467 dólares, e a renda mediana por família era de 120 895. Os homens possuiam uma renda mediana de 85 708 dólares contra 50 714 dólares para as mulheres. A renda per capita para a vila era de 59 116 dólares. Cerca de 1,2% das famílias e 3,1% da população estavam abaixo da linha da pobreza, incluindo nenhuma pessoa menor de 18 anos e 0,9% das pessoas de 65 anos ou mais.
O custo médio de uma residência com apenas uma família em 2010 foi de 585 780 dólares, abaixo da média do Condado de Wetchester de 725 000 dólares, embora em 2009 o custo médio tenha sido de 790 000 dólares.

## História
Antes de a área onde atualmente localiza-se Irvington ter sido colonizada por europeus, era habitada pelos índios Wickquasgeck, uma união dos Wappani, relacionado com as tribos Lenapes (Delaware) que dominaram com pouca influência o estado de Nova Iorque e Nova Jérsei.
Depois que os holandeses chegaram à área, a terra era parte do trato de concessão Bisightick de Van der Donck comprado por Frederick Philipse em 1682, mas em 1785 o estado de Nova York confiscou a terra de seu neto, Frederico Philipse III, depois que ele aliou-se com os britânicos na Revolução Americana, e vendeu aos agricultores patriotas locais que tinham sido os inquilinos da família Phillipse. Este é, presumivelmente, parte do que veio a ser a fazenda de William Dutcher. Dutcher vendeu metade de sua fazenda para Justus Dearman em 1817, que depois vendeu para Gustavo F. Sacchi em 1848 por 26 mil dólares. Saachi vendeu para John Jay no mesmo ano, e Jay colocou-o como uma aldeia com o nome de "Dearman", e vendeu os lotes em leilão em Nova Iorque, começando em 25 de abril de 1850.
As ruas secundárias da rua principal da aldeia - ou "avenida principal", como um mapa de 1868 mostra - foram originalmente designados "A", "B", "C", e assim por diante, mas hoje o nome de muitos está relacionado aos primeiros colonos da região, como Barent e William Dutcher, capitão John Buckhout e Wolfert Ecker (ou "Acker").

### Revolução Americana
A casa de Wolfert Ecker, então propriedade de Jacob van Tassel, foi queimada pelos ingleses na Guerra de Independência dos Estados Unidos, porque ela havia se tornado um ponto de encontro conhecido por patriotas americanos. Washington Irving, escreveu mais tarde sobre isso sob o nome de "Wolfert's Roost". Irving também comprou e re-modelou outra casa naquele lugar, chamada de "Sunnyside". O capitão Jan Harnse construiu a taberna Harnse-Conklin-Odell na Broadway em 1693. Foi neste local que o Comitê de Segurança, o comitê executivo da legislatura do novo Estado de Nova Iorque, recebeu oficialmente a notícia de que George Washington tinha perdido a Batalha de Long Island, e, mais tarde, as tropas britânicas acamparam nas proximidades, colocando Jonathan Odell em custódia na Velha Igreja Holandesa em Tarrytown. Não houve grandes batalhas da Guerra Revolucionária ocorridas na área.
Com a dominação de de Nova Iorque pelos ingleses, Irvington e o resto do sul do condado de Westchester tornou-se o "campo neutro", uma zona não-oficial de 30 milhas (48 km) de largura separando o território britânico, ocupado por estadunidenses e as pessoas que lá permaneceram - grande parte da população patriota havia fugido - comercializando com ambos lados da guerra. No entanto, houve também uma grande quantidade de pilhagens e saques, inclusive de famílias conservadoras, tanto pelo exército regular e as milícias leais dos britânico e irregulares, tudo com o objetivo de perseguir os rebeldes. Na época em que a guerra tinha acabado, o campo havia sido devastado:
O país é rico e fértil, e as fazendas parecem ter sido vantajosamente cultivada, mas agora tem as marcas de um país em ruínas, uma grande parte dos proprietários abandonaram as suas casas. Na estrada onde até então havia um fluxo contínuo de turistas e veículos, não há um só viajante que tenha sido visto de semana após semana, mês após mês. O campo ficou em silêncio. As marcas das próprias carruagens foram desaparecendo ao longo de capim ou ervas daninhas. Os viajantes caminhavam entre as vielas. As aldeias estão abandonadas, os moradores fugiram para o norte, deixando suas casas, sempre que possível, a cargo de pessoas com mais idade e servos.
Eventualmente, a área recuperada continuou a se desenvolver. A linha de trem "Hudson River Railroad" chegou em 1849; os primeiros passageiros em uma programação regular poderiam passar pela aldeia pagando cinquenta centavos para viajar da cidade de Peekskill até a Chambers Street em Manhattan, a 29 setembro de 1849. Em 1853, uma balsa foi estabelecida, cruzando o rio Hudson até Piermont na margem oeste; a aldeia tinha uma população de cerca de 600, um hotel, seis lojas e cerca de 50 casas, e o hamlet de "Abbotsford" - que mais tarde se tornaria Ardsley-on-Hudson - estava se formando ao longo Clinton Avenue.

### Mudança de nome
Em 1854 a vila mudou seu nome, por votação popular, para "Irvington", com o objetivo de homenagear o escritor estadunidense Washington Irving, que ainda estava vivo na época e que vivia num local próximo, sua então residência "Sunnyside" em Tarrytown — atualmente é um museu. Os moradores influentes da aldeia fizeram o "Hudson River Railroad" alterasse seu nome da estação de trem para "Irvington", e também convenceu o Postmaster para mudar o nome do correio. Foi assim sob o nome de "Irvington" que a aldeia foi incorporada em 16 de abril de 1872.

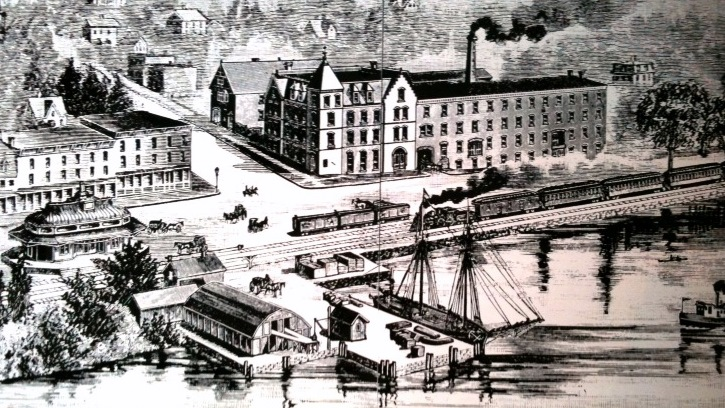
Irvington entre 1859 e 1889.

Pelo censo de 1860, a população da aldeia era de 599. Alguns anos mais tarde, em 1863, Irvington foi cenário de distúrbios em Nova Iorque. Temendo a violência na cidade, que teve de ser feita por tropas federais, iria se espalhar para Westchester, a polícia especial foi trazida e dividida em uma escola em Sunnyside Lane. Eles eram comandados por James Hamilton - o terceiro filho de Alexander Hamilton - cuja propriedade, Nevis, estava em South Broadway. A presença desta força especial impediu qualquer tipo de violência de um grupo de manifestantes que passaram por Greenburgh. Este foi o único exemplo de a atividade relacionada com a Guerra Civil Americana que diretamente afetou Irvington.
Com o transporte ferroviário agora disponível, as brisas de verão na aldeia atrairam moradores ricos de Nova Iorque - empresários, políticos e profissionais - para comprar fazendas e construir residências grandes em sua novas propriedades, estabelecendo um padrão que se estabeleceria até o início do século XX. Ainda assim, a aldeia continuou a se expandir, com várias empresas comerciais. Pateman & Lockwood, uma empresa de fornecimento de carvão, madeira e construção, abriu em 1853, e Lord & Burnham, que construiu caldeiras e estufas, em 1856. Ambos se expandiram através da ferrovia, em 1889 e 1912 respectivamente, e da Companhia Lumber Cypress abriu em um local próximo, em 1909. Não obstante esta atividade comercial, durante muitos anos, através do século XIX e início do século XX, Irvington era uma comunidade relativamente pequena, rodeada por inúmeros latifúndios e mansões onde milionários, aristocratas e os capitães da indústria viveram - em 1890 havia 2 299 pessoas e 2 013 em 1898.